# Histoire de fantômes à Yotsuya
Pour plus de détails, voir Fiche technique et Distribution.
Histoire de fantōmes à Yotsuya (忠臣蔵外伝　四谷怪談, Chūshingura gaiden: Yotsuya kaidan) est un film japonais réalisé par Kinji Fukasaku, sorti en 1994.

## Synopsis
Tamiya Iyemon rejoint le clan Asano dans sa lutte contre le seigneur Kira. Mais c'est le seul à avoir l'expérience du combat avec Horibe Yasubei.

## Fiche technique
- Titre : Histoire de fantōmes à Yotsuya
- Titre original : 忠臣蔵外伝　四谷怪談 (Chūshingura gaiden: Yotsuya kaidan)
- Réalisation : Kinji Fukasaku
- Scénario : Kinji Fukasaku et Motomu Furuta
- Musique : Kaoru Wada
- Photographie : Shigeru Ishihara (jp)
- Montage : Kōichi Sonoi
- Société de production : Shōchiku
- Pays :  Japon
- Genre : Action, drame, horreur et fantasyfantastique
- Durée : 106 minutes
- Dates de sortie : 
  -  Japon : 22 octobre 1994

## Distribution
- Kōichi Satō : Iemon Tamiya
- Saki Takaoka : Oiwa
- Keiko Oginome : Oume
- Renji Ishibashi : Kihei Itō
- Eri Watanabe : Omaki
- Shōhei Hino : Kanpei Yokokawa
- Naomasa Musaka : Takuetsu
- Maiko Kikuchi : Okaru
- Yūichi Aoyama : Kinemon Okano
- Hiroyuki Sanada : Takuminokami Asano
- Takahiro Tamura : Kōzukenosuke Kira
- Yūko Natori : Ukihashi
- Masaomi Kondō : Iori Tamiya
- Keizō Kanie : Ichigaku Shimuzu
- Tsunehiko Watase : Yasubei Horibe
- Masahiko Tsugawa : Kuranosuke Ōishi

## Distinctions
Le film a été nommé pour quatorze Japan Academy Prizes et en a reçu huit : meilleur film, meilleur acteur pour Kōichi Satō, meilleure actrice et meilleur espoir pour Saki Takaoka, meilleur réalisateur, meilleur scénario, meilleure photographie et meilleures lumières.